# Phorocera botyvora
Phorocera botyvora är en tvåvingeart som först beskrevs av Robineau-desvoidy 1830.  Phorocera botyvora ingår i släktet Phorocera och familjen parasitflugor.
Artens utbredningsområde är Kuba. Inga underarter finns listade i Catalogue of Life.